# Atarshumki I
Atarshumki I (también Bar-Guš ) fue el rey de Bit Agusi en la antigua Siria; era hijo de Arames. La capital de Bit Agusi era Arpad, norte de la actual Siria.

## Historia
Como su padre, Atarshumki se rebeló contra la supremacía asiria. En ese momento, Asiria era gobernada por Shamshi-Adad V y luego por Adad-nirari III.
Atarshumki trató de formar una coalición con sus vecinos contra los asirios. Finalmente, en 796, Adad-nirari III lanzó una campaña militar en la zona y la subyugó.

## El conflicto territorial entre Hamath y Arpad
Se cree que la inscripción de Antakya pertenece a los últimos años de Adad-Nirari III. Fue entonces cuando el prominente funcionario Shamshi-ilu, quien aparece en la inscripción, estaba en el apogeo de su carrera. Sobre esta base, se cree que la inscripción data del año 780 a. C.
«La inscripción Antakya describe la interferencia del rey asirio en un conflicto territorial entre Atarsumki, rey de Arpad, y Zakkur, rey de Hamat... En ese momento, ambos reyes eran vasallos de Adad-nirari III... el asentamiento se estableció a favor del rey previamente hostil de Arpad,,, La razón para preferir Arpad es claro: se habían roto las líneas de la coalición siro-hitita, y abrió antes de Adad-III nirari el camino hacia el sur, a Damasco» 